# Bulbophyllum chimaera
Bulbophyllum chimaera là một loài phong lan thuộc chi Bulbophyllum.